# 第66屆坎城影展
第66屆坎城影展於2013年5月15日至5月26日於法國坎城舉辦。美国导演史蒂芬·斯皮尔伯格担任评审团主席。
女同志愛情電影《阿黛兒的人生：第一章跟第二章》獲得影展最高榮譽金棕櫚獎。柯恩兄弟的《醉鄉民謠》获得評審團大獎。墨西哥導演阿瑪特·艾斯卡藍特·（Amat Escalante）則以《毒粉風暴》一片獲得最佳導演獎。賈樟柯凭借《天注定》获得最佳剧本奖。美國老牌演員布魯斯·鄧恩（Bruce Dern）與法國女星貝芮妮絲·貝喬（Berenice Bejo）拿下最佳男主角、女主角獎。

## 主竞赛评审团成员

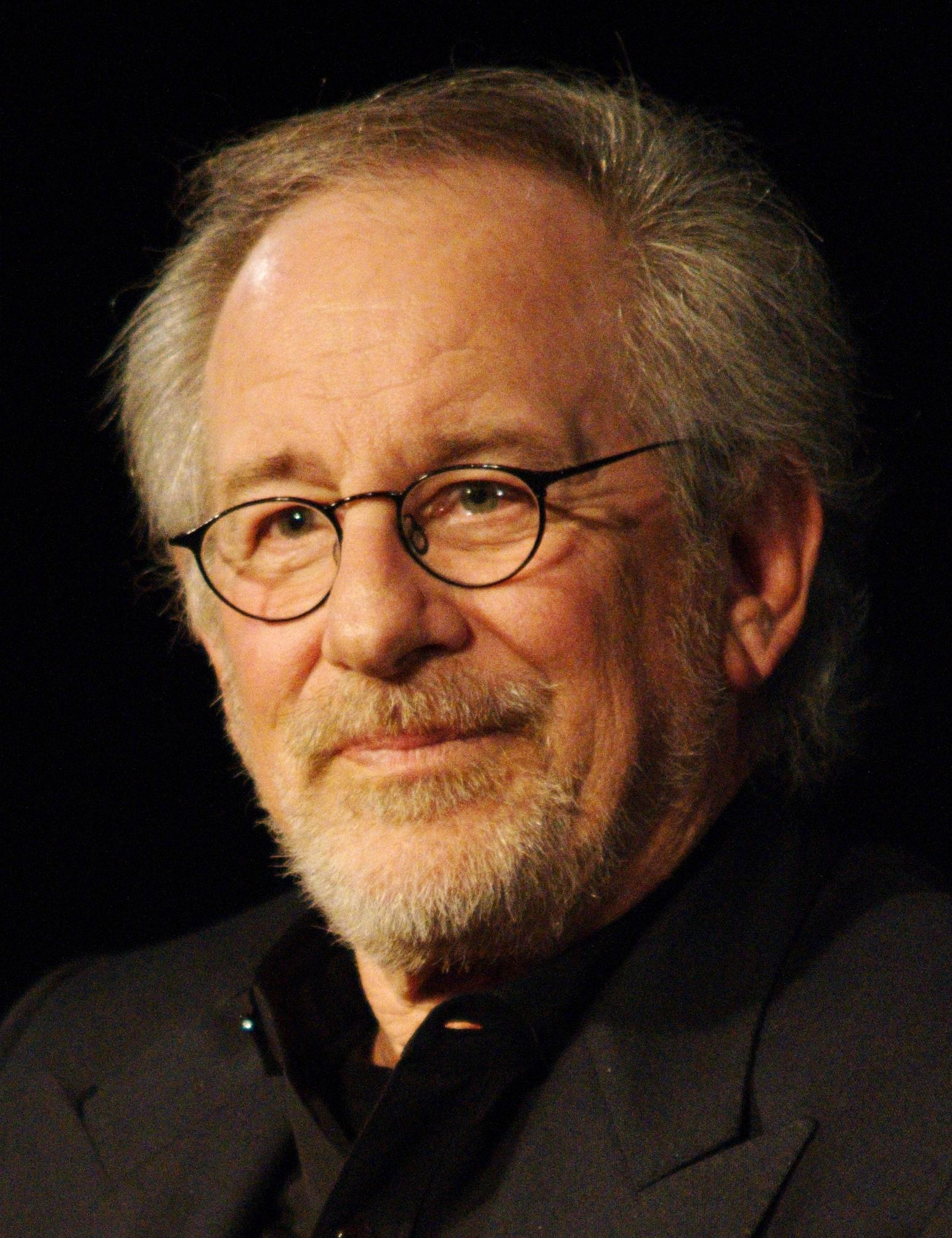
Steven Spielberg

- 斯蒂芬·斯皮尔伯格：導演。（評審團主席）[2]
- 丹尼爾·奧圖：演員。
- 瑋焍婭·芭蘭：演員。
- 河瀨直美：導演。
- 李安：導演。
- 妮可·基嫚：演員。
- 克里斯蒂安·蒙久：導演。
- 琳恩·拉姆塞：導演。
- ／ 克里斯多夫·華茲：演員。

## 參展影片

### 開幕與閉幕
|        | 中文片名             | 原始片名         | 导演        | 国家        |
| ------ | -------------------- | ---------------- | ----------- | ----------- |
| 開幕片 | 大亨小傳（非竞赛片） | The Great Gatsby | 巴茲·雷曼   | 美国、      |
| 閉幕片 | 祖魯（非竞赛片）     | Zulu             | 傑羅姆·薩爾 | 法國、 南非 |

### 正式競賽長片[3]
| 中文片名               | 原文片名                                  | 導演                     | 製作國家                           |
| ---------------------- | ----------------------------------------- | ------------------------ | ---------------------------------- |
| 《罪無可赦》           | Only God Forgives                         | 尼可拉·溫丁·黑芬         | 法國、 丹麦、 美国、 瑞典、 比利时 |
| 《情慾維納斯》         | La Vénus à la fourrure                    | 羅曼·波蘭斯基            | 法國                               |
| 《醉鄉民謠》           | Inside Llewyn Davis                       | 柯恩兄弟                 | 美国                               |
| 《該死的中產階級》     | Borgman                                   | 亞歷斯·馮·華麥丹         | 荷蘭                               |
| 《絕美之城》           | La Grande Bellezza                        | 保羅·索倫提諾            | 義大利、 法國                      |
| 《熾愛琴人》           | Behind the Candelabra                     | 史蒂芬·索德柏            | 美国                               |
| 《內布拉斯加》         | Nebraska                                  | 亞歷山大·佩恩            | 美国                               |
| 《美麗·誘惑》          | Jeune et Jolie                            | 法蘭索瓦·歐容            | 法國                               |
| 《藍色是最溫暖的顏色》 | La Vie d'Adèle Chapitre 1 & 2             | 阿布戴·柯西胥            | 法國                               |
| 《十億追殺令》         | 藁の楯                                    | 三池崇史                 | 日本                               |
| 《我的意外爸爸》       | そして父になる                            | 是枝裕和                 | 日本                               |
| 《》                   | 《》                                      | 賈樟柯                   | 中国、 日本、 法國                 |
| 《葛里斯葛里斯》       | Grisgris                                  | 麥哈梅·沙雷·赫魯         |                                    |
| 《浮世傷痕》           | The Immigrant                             | 傑姆士·葛瑞              | 美国                               |
| 《毒粉風暴》           | Heli                                      | 阿瑪特·艾斯卡藍特        | 墨西哥                             |
| 《咎愛》               | Le Passé                                  | 阿斯哈·法哈蒂            | 法國                               |
| 《平原上的吉米》       | Jimmy P: Psychotherapy of a Plains Indian | 阿諾·戴普勒尚            | 法國                               |
| 《最後的正義》         | Michael Kohlhaas                          | 阿諾·德斯帕里勒斯        | 法國、 德国                        |
| 《我曾擁有那座城堡》   | Un château en Italie                      | 瓦萊麗雅·布魯尼-特德斯奇 | 法國                               |
| 《嗜血戀人》           | Only Lovers Left Alive                    | 吉姆·賈木許              | 美国                               |

### 一種注目[4]
| 中文片名           | 原文片名                       | 導演                | 製作國家        |
| ------------------ | ------------------------------ | ------------------- | --------------- |
| 《我彌留之際》     | As I Lay Dying                 | 詹姆斯·法蘭科       | 美国            |
| 《過界》           | 《過界》                       | 劉韻文              | 香港            |
| 《手稿不會燃燒》   | دست‌نوشته‌ها نمی‌سوزند            | 穆罕默德·拉素羅夫   | 伊朗            |
| 《死亡行軍》       | Martsang kamatayan             | 小阿多弗·艾歷克斯   | 菲律賓          |
| 《奧斯卡的一天》   | Fruitvale Station              | 瑞恩·庫格勒         | 美国            |
| 《愛慾來襲時》     | Grand Central                  | 蕾貝卡·斯洛托維斯基 | 法國            |
| 《消失的影像》     | L'Image manquante              | 潘礼德              | 柬埔寨          |
| 《湖畔春光》       | L'Inconnu du lac               | 阿蘭·吉侯迪         | 法國            |
| 《我要去美國》     | La jaula de oro                | 狄耶哥·格馬達-狄耶  | 墨西哥          |
| 《一窩爛貨》       | Les salauds                    | 克萊兒·德尼         | 法國            |
| 《甜蜜天堂》       | Miele                          | 薇拉莉·葛琳諾       | 義大利、 法國   |
| 《我甜蜜的胡椒地》 | My Sweet Pepperland            | 辛納·薩林姆         | 法國、 德国     |
| 《歷史的終結》     | Norte, hangganan ng kasaysayan | 拉夫·迪亞茲         | 菲律賓          |
| 《奥瑪的抉擇》     | Omar                           | 哈尼·阿布-阿塞德    | 巴基斯坦        |
| 《女孩愛跑步》     | Sarah préfère la course        | 克洛依·荷比夏       | 加拿大          |
| 《星光大盜》       | The Bling Ring                 | 蘇菲亞·柯波拉       | 美国            |
| 《托赫之舞》       | Tore tanzt                     | 凱特琳·葛貝         | 德国            |
| 《親愛的德國醫生》 | Wakolda                        | 露西雅·普恩佐       | 阿根廷、 西班牙 |

## 獎項

### 正式競賽單元
- 金棕櫚獎：《藍色是最溫暖的顏色》 － 阿布戴·柯西胥與演員阿黛尔·艾克阿切波洛斯和蕾雅·瑟杜共享。[5]。
- 評審團大獎：《醉鄉民謠》 － 柯恩兄弟
- 最佳導演獎：阿瑪特·艾斯卡藍特 － 《毒粉風暴（英语：Heli (film)）》
- 最佳劇本獎：《天注定》 － 賈樟柯
- 最佳女演员奖：貝芮妮絲·貝喬 － 《咎愛》
- 最佳男演员奖：布魯斯·鄧恩 － 《內布拉斯加》
- 評審團獎：《我的意外爸爸》 － 是枝裕和

### 一種注目
- 最佳影片：《遺失的映像》 － 潘礼德
- 評審團獎：《奧瑪的抉擇》 － 哈尼·阿布-阿塞德（英语：Hany Abu-Assad）
- 最佳導演獎：阿蘭·吉侯迪 － 《湖畔春光（法语：L'Inconnu du lac）》
- 特別獎：狄耶哥·格馬達-狄耶（法语：Diego Quemada-Díez）（攝影） － 《我要去美國（英语：The Golden Dream）》
- 未來獎：瑞恩·庫格勒 － 《奧斯卡的一天》

### 其他獎項
- 金攝影機獎：《爸妈不在家》 － 陳哲藝
- 短片金棕櫚獎：《安全》[6]

### 獨立單位獎項
- 費比西獎：
  - 正式競賽：《藍色是最溫暖的顏色》 － 阿布戴·柯西胥
  - 一種注目：《手稿不會燃燒（英语：Manuscripts Don't Burn）》－穆罕默德·拉素羅夫
  - 平行單元：《藍色是最該死的顏色（英语：Blue Ruin）》 － 傑瑞米·索尼耶（導演雙週）

## 外部連結
- 官方网站
- 新浪专题 （页面存档备份，存于）
- 第66届戛纳电影节2013的照片，视频，链接